# Jules-François Horteur
Jules-François Horteur né le 17 septembre 1842 à Chavannes (Savoie) mort le 12 septembre 1895 à Chavannes (Savoie) pendant son mandat de député, est un homme politique savoyard, maire de Chavannes, conseiller général du canton de la chambre et député républicain modéré de Saint-Jean-de-Maurienne entre 1876 et 1895.

## Biographie
Il étudie le droit, et embrasse le métier d'avocat. Devient maire de Chavannes puis conseiller général le 8 octobre 1871 du canton de La Chambre. Il est élu au second tour de scrutin le 5 mars 1876, comme député républicain modéré de Saint-Jean-de-Maurienne. Il est l'un des signataires du manifeste des 363 en mai 1877 et après la dissolution de la chambre par le cabinet le 16 mai 1877, il est réélu député le 17 octobre 1877. Inscrit sur la liste « Union républicaine », il rejette toute politique antireligieuse. À nouveau réélu le 21 aout 1881, il est porté au renouvellement de la liste républicaine de la Savoie du 4 octobre 1885. Il vote notamment pour le projet de loi Lisbonne restrictif de la liberté de la presse, pour les poursuites de trois députés membres de la Ligue des patriotes, et pour les poursuites contre le général Georges Boulanger. Il est aussi secrétaire général de la Haute-Savoie en janvier 1891.

### Sources
- « Jules-François Horteur », dans Adolphe Robert et Gaston Cougny, Dictionnaire des parlementaires français, Edgar Bourloton, 1889-1891 [détail de l’édition]